# Wilhelm Schoeppe
Wilhelm Schoeppe (* 22. Februar 1930 in Regensburg; † 30. Juli 2009 in Frankfurt am Main) war Hochschullehrer, Internist und Nephrologe in Frankfurt am Main. Er war Gründungsmitglied des KfH Kuratoriums für Dialyse und Nierentransplantation und der Deutschen Stiftung Organtransplantation.

## Leben und Wirken
Schoeppe legte sein Abitur in Regensburg ab und studierte dann in München und Freiburg Medizin. 1957 wurde er promoviert, arbeitete zur Physiologie der Herzinsuffizienz am Max-Planck-Institut für experimentelle Medizin in Göttingen und absolvierte seine Facharztweiterbildung zum Internisten, unterbrochen von Forschungsaufenthalten in Göttingen, in Freiburg und ab 1960 in Frankfurt am Main bei Professor Frey. 1966 wurde Schoeppe mit einer Arbeit zu den Strömungsverhältnissen am Nephron habilitiert, 1972 Professor an der Universität Frankfurt und Leiter der Abteilung für Nephrologie am Zentrum für Innere Medizin. Von 1975 bis 1981 bekleidete Schoeppe das Amt eines Prodekans des Fachbereichs Medizin der Universität und 1982 wurde er Geschäftsführender Direktor des Zentrums für Innere Medizin. 1986 bis 1987 war er Präsident der Gesellschaft für Nephrologie und richtete deren Jahreskongress in Frankfurt aus.
1969 war Schoeppe eines der Gründungsmitglieder und dann Medizinischer Vorstand der gemeinnützigen Stiftung KfH (Kuratorium für Heimdialyse, später umbenannt in Kuratorium für Dialyse und Nierentransplantation). Dieses leistete mit dem Aufbau von über 100 Dialysezentren und der Ausbildung von Ärzten und Pflegepersonal einen frühen und großen Beitrag zur regelmäßigen Dialysebehandlung und Nierentransplantation chronisch niereninsuffizienter Patienten in Deutschland. Diesem Anliegen widmete sich Schoeppe ab 1989 besonders auch in der damals noch mit Nierenersatztherapie unterversorgten DDR und dann den neuen Bundesländern. Hier stellte er sich auch der Aufgabe der Evaluierung von Hochschullehrern seines Fachgebiets.
Schoeppe war Gründungsmitglied der vom KfH initiierten Deutschen Stiftung Organtransplantation und von 1984 bis 1998 deren Vorstandsmitglied. Diese Organisation wirbt für und organisiert die postmortale Organspende in Deutschland.
Schoeppe war humanistisch gebildet und hatte großes Interesse im musischen und kunsthistorischen Bereich. Hier engagierte er sich auch in vielen traditionellen Frankfurter Vereinen.
Am 10. Oktober 2009 verabschiedete sich eine große Anzahl Freunde und Weggefährten Wilhelm Schoeppes von ihm im Kaiserdom in Frankfurt.

## Ehrungen
- Louis-Pasteur-Medaille der Universität Straßburg (1991)[1]
- Bundesverdienstkreuz Erster Klasse